# 伊号第七十三潜水艦
| 画像をアップロード | |
| 艦歴               | |
| 計画               | 昭和6年度計画（第一次補充計画）                                                                             |
| 起工               | 1934年4月5日                                                                                                |
| 進水               | 1935年6月20日                                                                                               |
| 就役               | 1937年1月7日                                                                                                |
| その後             | 1942年1月27日亡失認定                                                                                       |
| 除籍               | 1942年3月15日                                                                                               |
| 性能諸元           | |
| 排水量             | 基準：1,400トン 常備：1,785トン 水中：2,440トン                                                             |
| 全長               | 104.70m |
| 全幅               | 8.20m |
| 吃水               | 4.58m |
| 機関               | 艦本式1号甲8型ディーゼル2基2軸 水上：9,000馬力 水中：1,800馬力                                              |
| 速力               | 水上：23.0kt 水中：8.2kt                                                                                    |
| 航続距離           | 水上：10ktで14,000海里 水中：3ktで65海里                                                                    |
| 燃料               | 重油：341t                                                                                                  |
| 乗員               | 68名 |
| 兵装               | 12cm単装砲1門 13mm機銃1挺 7.7mm機銃1挺 53cm魚雷発射管 艦首4門、艦尾2門 魚雷14本 MV式水中聴音機 九一式探信儀 |
| 備考               | 安全潜航深度：75m                                                                                           |

伊号第七十三潜水艦（いごうだいななじゅうさんせんすいかん）は、日本海軍の潜水艦。伊百六十八型潜水艦（海大VI型a）の6番艦。

## 艦歴
- 1934年（昭和9年）4月5日 - 川崎造船所で起工。
- 1935年（昭和10年）6月20日 - 進水
- 1937年（昭和12年）1月7日 - 竣工。呉鎮守府籍となり、伊71、伊72と共に第20潜水隊を編成[1][2]。
- 1938年（昭和13年）6月1日 - 艦型名を伊六十八型に改正[3]。
- 1941年（昭和16年）11月11日 - 第3潜水戦隊第20潜水隊に属し、佐伯を出航[1]。
  - 11月20日 - クェゼリン着[1]。
  - 11月23日 - クェゼリンを出航しハワイ作戦に参戦[1]。
  - 12月23日 - ジョンストン島を砲撃[1]。
  - 12月29日 - クェゼリン着[1]。
- 1942年（昭和17年）1月12日 - クェゼリンを出航しミッドウェーからハワイ方面で活動[1]。
  - 1月15日 - 状況報告を最後に消息不明。
  - 1月27日 - ハワイ方面で亡失と認定[4]。
    - 0900 - 潜航中の米潜水艦ガジョン(USS Gudgeon, SS-211)が左舷前方に高速推進器音を聴取。やがて4600mの位置で15ノットの速力で浮上航走中の伊73を発見。
    - 0907 - 荒天の中ガジョンは1600mの距離で魚雷3本を発射。1分45秒後、2回の爆発音を聴取すると共に推進器音が消え、その後ガジョンが再度潜望鏡観測した時には海上から姿を消していた[注釈 1][5]。第20潜水隊司令大竹寿雄大佐、艦長の磯部（市川）旦少佐以下乗員全員戦死。沈没地点はミッドウェー島西方240浬地点付近、北緯28度24分 東経178度35分 / 北緯28.400度 東経178.583度。

  - 3月10日 - 第四予備艦に指定され、第20潜水隊から除かれる。
  - 3月15日 - 除籍。

## 歴代艦長
※『艦長たちの軍艦史』436頁による。

### 艤装員長
- 内野信二 少佐：1936年6月30日[6] - 1936年11月25日[7]
- 畑中純彦 少佐：1936年11月25日[7] -

### 艦長
- 畑中純彦 少佐：1937年1月7日 - 1937年8月10日[8]
- 加藤良之助 少佐：1937年8月10日 - 1937年12月1日[9]
- 藤本伝 中佐：1937年12月1日 - 1937年12月20日[10]
- 寺岡正雄 中佐：1937年12月20日 - 1938年12月15日[11]
- 前島寿英 中佐：1938年12月15日 - 1939年11月15日
- 成沢千直 少佐：1939年11月15日 - 1940年10月15日[12]
- 磯部（市川）旦 少佐：1940年10月15日 - 1942年1月27日戦死認定